# Кур'яково
Кур'я́ково (рос. Курьяково) — присілок у складі Великоустюзького району Вологодської області, Росія. Входить до складу Трегубовського сільського поселення.

## Населення
Населення — 2 особи (2010; 0 у 2002).